# Loretta Sanchez
Loretta Sanchez (7 de gener de 1964) és un política estatunidenca que va exercir la seva representació a la Cambra de Representants dels Estats Units des del 1997 fins al 2017. Va ser elegida per primera vegada el 1996, quan va derrotar per menys de 1.000 vots a Bob Dornan, un diputat republicà amb una llarga presència a les institucions. Sánchez va representar el 46è districte de 1997 a 2003, després el 47è districte congressual de Califòrnia de 2003 a 2013, i de nou al 46è districte de 2013 a 2017. El districte es troba al centre d'Orange County. Des de 1996, Sánchez és membre del Partit Demòcrata, i de la coalició moderada/conservadora Blue Dog Coalition.
Sánchez va optar per no presentar-se a la reelecció a la Cambra el 2016, sinó que va optar per presentar-se a les eleccions al Senat dels Estats Units de 2016 a Califòrnia. Va ser derrotada per la fiscal general de Califòrnia i companya demòcrata Kamala Harris, 61,6% a 38,4%.